# Cate Blanchett
Cate Blanchett, teljes nevén Catherine Elise Blanchett (Melbourne, Victoria, 1969. május 14. –) kétszeres Oscar- és négyszeres Golden Globe-díjas ausztrál színésznő és filmrendező.

## Élete

### Fiatalkora
Cate Blanchett Melbourne-ben született, egy ausztrál tanárnő, valamint ingatlanfejlesztő, June és egy egykori texasi tengerész, majd reklámmenedzser, Robert DeWitt Blanchett középső gyermekeként. A családja Angliában megtelepedett franciáktól ered. Édesapja szívrohamban halt meg, amikor Cate 10 éves volt. Két testvére van, bátyja Robert számítógépes rendszermérnök, húga Geneviéve színházi tervező.
Iskoláit szülővárosában, Melbourne-ben végezte, ahol egy metodista leányiskolában érettségizett. Itt fedezte fel önmagában a színjátszás iránti vágyat. A diák színjátszó kör vezetője lett, sok darabban fellépett.
Ezután a Melbourne-i egyetem következett, ahol szépművészeti és közgazdasági tanulmányokat folytatott.
Az ausztráliai National Institute of Dramatic Art-on diplomázott 1992-ben. Kiváló növendék volt, vizsgaelőadásában Szophoklész Elektrája címszerepét alakította.
Diplomaszerzése után a Sydney Theatre tagja lett, és több jelentős alakítást nyújtott, az Oleanna-ban Geoffrey Rush volt a partnere. Az egyetemista lány megformálásáért Cate 1993-ban a kritikusoktól megkapta a legjobb fiatal színésznőnek járó díjat. Geoffrey Rush a Belvoire Street Theatre-ben Ophélia szerepét ajánlotta neki a Hamletben, amit el is fogadott. Alakítását meglehetősen kedvezően fogadták a kritikusok. Ezenkívül játszott A viharban, és A sirályban.

### Karrierje
Jelentős filmes karrierje 1996-ban kezdődött a Bruce Beresford rendezte Láger az édenkertben című filmben, melyben Glenn Close-zal és Frances McDormanddal játszott. Ezt követte a Játék és szenvedély (1997). Az Elizabeth című 1998-as filmben I. Erzsébet angol királynőt játszotta. A mozifilm elsöprő sikert aratott, Blanchett-tet jelölték legjobb női főszereplő kategóriájában Oscar-díjra, az elismerést azonban Gwyneth Paltrow vehette át. Azonban megnyerte a Brit Filmakadémia díját, valamint Golden Globe-ot is kapott.
A siker után olyan filmekben vállalt szerepet, mint a Vakrepülés, A síró ember és A tehetséges Mr. Ripley. Utóbbiért ismét BAFTA-díjra jelölték. A Rossz álmokban a kissé hóbortos Annie-t játszotta, akit belekevernek egy gyilkossági ügybe. A forgatókönyvet Billy Bob Thornton írta, akivel együtt játszott következő filmjében, a Banditákban, amelyben alakításáért Golden Globe-ra jelölték. 2001-ben megkapta Galadriel szerepét A Gyűrűk Ura című filmtrilógiában. A Charlotte Gray című filmjében egy skót nőt játszik, aki a második világháború idején csatlakozik a francia ellenállási mozgalomhoz, hogy megmentse fogságba esett barátját, az angol légierő pilótáját. 2005-ben Martin Scorsese Howard Hughesről szóló Aviátor című filmjében eljátszhatta Katharine Hepburnt, amiért Golden Globe-ra jelölték, és végül 2005-ben a legjobb női mellékszereplő kategóriában Oscar-díjat kapott az egykori filmcsillag életre keltéséért. 2006-ban következett Brad Pitt feleségének eljátszása Alejandro González Iñárritu Bábel című filmjében, majd A jó német, amelyben George Clooney volt a partnere. 2007-ben az Egy botrány részleteiben vállalt főszerepet. Blanchett és partnere, Judi Dench színésznő kritikailag elismert alakítást nyújtottak, mindkettőjüket Golden Globe-díjra és Oscar-díjra jelölték, azonban egyikük sem nyert. Szintén ebben az évben a The Times a világ 100 legbefolyásosabb embere közé, a Forbes magazin pedig az egyik legsikeresebb embernek választotta.
2013-ban Woody Allen Blue Jasmine című filmjében főszerepet játszott. Ez az első produkció, amelynek helyszínéül a rendező a 2004-es Melinda és Melinda óta ismét New Yorkot választotta. A kritikusok meglehetősen kedvező fogadtatásban részesítették a filmet, valamint a színésznő játékát. Alakításáért több mint ötven elismerést gyűjtött be, többek között megkapta a legjobb színésznőnek járó Oscar-díjat, így ő az első ausztrál színésznő, akit fő-és mellékszereplői díjjal is kitüntetett az Akadémia. Ezután következett a Műkincsvadászok című film, amely a második világháború idején játszódó, megtörtént esetet dolgoz fel. A George Clooney által írt és rendezett alkotás, melyben Blanchett francia akcentussal beszél, kemény kritikákat kapott. 2015-ben ismét főszerepet kapott Rooney Mara mellett a Carol című filmdrámában, amely Patricia Highsmith A só ára című könyvén alapul. Blanchett-tet Oscar-díjra jelölték alakításáért. 2017-ben megkapta az Ausztrália Rendje kitüntetést.

## Magánélete
1997 óta él házasságban, férje az ausztrál forgatókönyvíró, Andrew Upton. Három saját gyermekük van, a legutóbbi 2008 április közepén született. Ezenkívül egy gyermeket örökbe fogadtak, így négy gyermeke van. A család Sydneyben él.

## Filmográfia

### Film

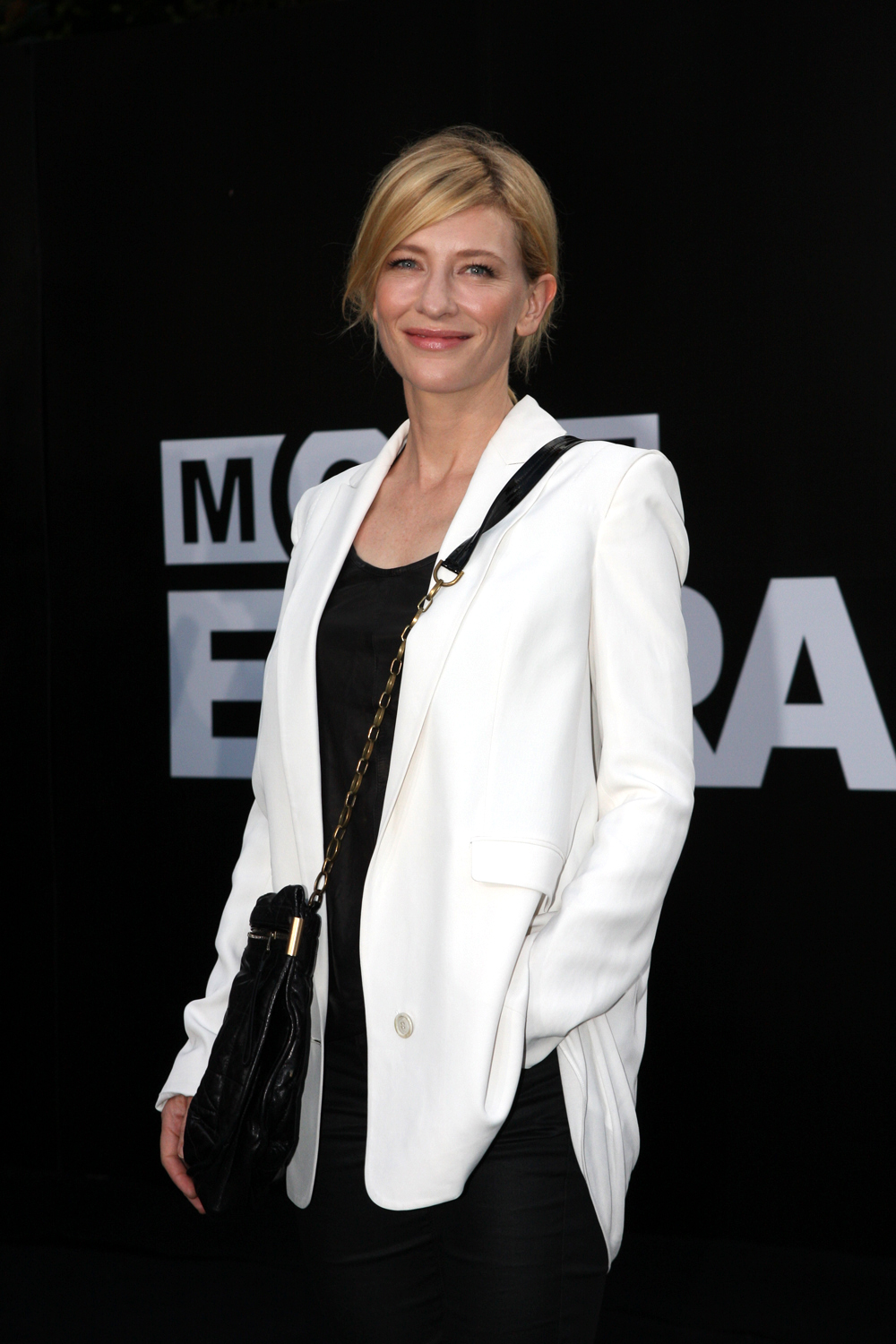
Cate Blanchett 2012-ben

| Év   | Magyar cím                                    | Eredeti cím                                        | Szerep                     | Magyar hang          |
| ---- | --------------------------------------------- | -------------------------------------------------- | -------------------------- | -------------------- |
| 1990 |                                               | Kaboria                                            | szőke pomponlány           |                      |
| 1997 | Láger az édenkertben                          | Paradise Road                                      | Susan Macarthy             | Kiss Virág           |
| 1997 | Hál’ Isten jött Lizzie                        | Thank God He Met Lizzie                            | Lizzie                     |                      |
| 1997 | Játék és szenvedély                           | Oscar and Lucinda                                  | Lucinda Leplastrier        | Csere Ágnes          |
| 1998 | Elizabeth                                     | Elizabeth                                          | I. Erzsébet                | Für Anikó            |
| 1999 | Az eszményi férj                              | An Ideal Husband                                   | Lady Gertrud Chiltern      | Rudolf Teréz         |
| 1999 | Vakrepülés                                    | Pushing Tin                                        | Connie Falzone             | Hegyi Barbara        |
| 1999 | Tágra zárt szemek                             | Eyes Wide Shut                                     | titokzatos nő (hangja)     |                      |
| 1999 | A tehetséges Mr. Ripley                       | The Talented Mr. Ripley                            | Meredith Logue             | Kováts Adél          |
| 2000 | Rossz álmok                                   | The Gift                                           | Annie Wilson               | Kiss Eszter          |
| 2000 | A síró ember                                  | The Man Who Cried                                  | Lola                       | Zakariás Éva         |
| 2001 | Kikötői hírek                                 | The Shipping News                                  | Petal Bear                 | Farkasinszky Edit    |
| 2001 | Charlotte Gray                                | Charlotte Gray                                     | Charlotte Gray             | Major Melinda        |
| 2001 | Banditák                                      | Bandits                                            | Kate Wheeler               | Tóth Enikő           |
| 2001 | A Gyűrűk Ura: A Gyűrű Szövetsége              | The Lord of the Rings: The Fellowship of the Ring  | Galadriel                  | Kovács Nóra          |
| 2002 | A Gyűrűk Ura: A két torony                    | The Lord of the Rings: The Two Towers              | Galadriel                  | Kovács Nóra          |
| 2002 | A gyilkosok is a mennyországba mennek         | Heaven                                             | Philippa Paccard           | Pikali Gerda         |
| 2003 | Kávé és cigaretta                             | Coffee and Cigarettes                              | Shelly / önmaga            | Für Anikó            |
| 2003 | Lapzárta – Veronica Guerin története          | Veronica Guerin                                    | Veronica Guerin            | Kiss Eszter          |
| 2003 | Az eltűntek                                   | The Missing                                        | Maggie Gilkeson            | Kovács Nóra          |
| 2003 | A Gyűrűk Ura: A király visszatér              | The Lord of the Rings: The Return of the King      | Galadriel                  | Kovács Nóra          |
| 2004 | Édes vízi élet                                | The Life Aquatic With Steve Zissou                 | Jane Winslett-Richardson   | Kovács Nóra          |
| 2004 | Aviátor                                       | The Aviator                                        | Katharine Hepburn          | Németh Kriszta       |
| 2005 | Eltévedt lelkek                               | Stories of Lost Souls                              | Julie-Anne                 | Kóvács Nóra          |
| 2005 | Kis hal                                       | Little Fish                                        | Tracy Heart                | Kóvács Nóra          |
| 2006 | Bábel                                         | Babel                                              | Susan Jones                | Kovács Nóra          |
| 2006 | A jó német                                    | The Good German                                    | Lena Brandt                | Kováts Adél          |
| 2006 | Egy botrány részletei                         | Notes on a Scandal                                 | Sheba Hart                 | Kovács Nóra          |
| 2007 | Vaskabátok                                    | Hot Fuzz                                           | Janine (cameo)             | Wessely-Simonyi Réka |
| 2007 | Elizabeth: Az aranykor                        | The Golden Age                                     | I. Erzsébet                | Für Anikó            |
| 2007 | I'm Not There – Bob Dylan életei              | I'm Not There                                      | Jude Quinn (Bob Dylan)     | Kovács Nóra          |
| 2008 | Indiana Jones és a kristálykoponya királysága | Indiana Jones and the Kingdom of the Crystal Skull | Irina Szpalko ügynök       | Für Anikó            |
| 2008 | Benjamin Button különös élete                 | The Curious Case of Benjamin Button                | Daisy                      | Básti Juli           |
| 2008 | Ponyo a tengerparti sziklán                   | Gakue no ue no Ponyo                               | Gran Mamare (angol hangja) |                      |
| 2010 | Robin Hood                                    | Robin Hood                                         | Marion Loxley              | Kéri Kitty           |
| 2011 | Hanna – Gyilkos természet                     | Hanna                                              | Marissa Wiegler            | Kéri Kitty           |
| 2012 | A hobbit: Váratlan utazás                     | The Hobbit: An Unexpected Journey                  | Galadriel                  | Kovács Nóra          |
| 2013 | Blue Jasmine                                  | Blue Jasmine                                       | Jasmine                    | Nagy-Kálózy Eszter   |
| 2013 |                                               | The Turning                                        | Gail Lang                  |                      |
| 2013 | A hobbit: Smaug pusztasága                    | The Hobbit: The Desolation of Smaug                | Galadriel                  | Kovács Nóra          |
| 2014 | Műkincsvadászok                               | The Monuments Men                                  | Rose Valland               | Tóth Ildikó          |
| 2014 | Így neveld a sárkányodat 2.                   | How to Train Your Dragon 2                         | Valka (hangja)             | Kéri Kitty           |
| 2014 | A hobbit: Az öt sereg csatája                 | The Hobbit: The Battle of the Five Armies          | Galadriel                  | Kovács Nóra          |
| 2015 | Kupák lovagja                                 | Knight of Cups                                     | Nancy                      | Kovács Nóra          |
| 2015 | Hamupipőke                                    | Cinderella                                         | mostoha                    | Kovács Nóra          |
| 2015 | Carol                                         | Carol                                              | Carol Aird                 | Kovács Nóra          |
| 2015 | Igazság – A CBS-botrány                       | Truth                                              | Mary Maples                | Kovács Nóra          |
| 2015 | Manifesztum                                   | Manifesto                                          | több szerep                |                      |
| 2017 | Daltól dalig                                  | Song to Song                                       | Amanda                     | Bertalan Ágnes       |
| 2017 | Thor: Ragnarök                                | Thor: Ragnarok                                     | Hela                       | Bertalan Ágnes       |
| 2018 | Ocean’s 8 – Az évszázad átverése              | Ocean's Eight                                      | Lou                        | Bertalan Ágnes       |
| 2018 | A végzet órája                                | The House with a Clock in Its Walls                | Florence Zimmerman         | Bertalan Ágnes       |
| 2018 | Maugli: A dzsungel legendája                  | Mowgli                                             | Ká (hangja)                |                      |
| 2019 | Így neveld a sárkányodat 3.                   | How to Train Your Dragon: The Hidden World         | Valka (hangja)             | Kéri Kitty           |
| 2019 | Hová tűntél, Bernadette?                      | Where'd You Go, Bernadette                         | Bernadette Fox             | Tóth Ildikó          |
| 2021 | Ne nézz fel!                                  | Don't Look Up                                      | Brie Evantee               | Bertalan Ágnes       |
| 2021 | Rémálmok sikátora                             | Nightmare Alley                                    | Dr. Lilith Ritter          | Für Anikó            |
| 2022 | Tár                                           | Tár                                                | Lydia Tár                  | Kovács Nóra          |
| 2022 | Pinokkió                                      | Guillermo del Toro's Pinocchio                     | Ebugatta (hangja)          | Tóth Ildikó          |
| 2023 |                                               | The New Boy                                        | Eileen nővér               |                      |
| 2024 | Borderlands                                   | Borderlands                                        | Lilith                     | Haumann Petra        |
| 2024 |                                               | Rumours                                            | Hilda Ortmann              |                      |
| 2025 | Fekete táska                                  | Black Bag                                          | Kathryn Woodhouse          | Bertalan Ágnes       |

Dokumentum- és rövidfilmek
| Év   | Cím                                     | Szerep     | Megjegyzések                                 |
| ---- | --------------------------------------- | ---------- | -------------------------------------------- |
| 1996 | Parklands                               | Rosie      | rövidfilm                                    |
| 1999 | Bangers                                 | Julie-Anne | - rövidfilm - filmproducer                   |
| 2007 | In the Company of Actors                | önmaga     | dokumentumfilm                               |
| 2012 | A Cautionary Tail                       | narrátor   | rövidfilm                                    |
| 2013 | Girl Rising                             | narrátor   | dokumentumfilm                               |
| 2013 | Journey to the South Pacific            | narrátor   | dokumentumfilm                               |
| 2013 | The Galapagos Affair                    | narrátor   | dokumentumfilm                               |
| 2016 | Az univerzum története (Voyage of Time) | narrátor   | - dokumentumfilm - magyar hangja Kovács Nóra |
| 2017 | Red                                     | anya       | rövidfilm                                    |
| 2019 | Sweet Tooth                             | narrátor   | rövidfilm                                    |
| 2022 | Ukraine: Life Under Attack: Dispatches  | Narrátor   | - dokumentumfilm - vezető producer           |

### Televízió
| Év   | Magyar cím                | Eredeti cím      | Szerep                | Megjegyzések                                                  |
| ---- | ------------------------- | ---------------- | --------------------- | ------------------------------------------------------------- |
| 1993 |                           | Police Rescue    | Mrs. Haines           | 1 epizód                                                      |
| 1994 |                           | Heartland        | Elizabeth Ashton      | minisorozat (12 epizód)                                       |
| 1994 |                           | G.P.             | Janie Morris          | 1 epizód                                                      |
| 1995 |                           | Bordertown       | Bianca                | minisorozat (10 epizód)                                       |
| 2012 | Family Guy                | Family Guy       | Penelope (hangja)     | 2 epizód                                                      |
| 2012 | Family Guy                | Family Guy       | II. Erzsébet (hangja) | 2 epizód                                                      |
| 2014 | Veszett ügyek             | Rake             | Clarice Greene        | 3 epizód                                                      |
| 2019 |                           | Documentary Now! | Izabella Barta        | 1 epizód                                                      |
| 2020 | Bevándorlók Ausztráliában | Stateless        | Pat Masters           | - minisorozat (6 epizód) - társalkotó és vezető producer      |
| 2020 | Mrs. America              | Mrs. America     | Phyllis Schlafly      | - 9 epizód - vezető producer - magyar hangja: - Haumann Petra |
| 2020 | A Simpson család          | The Simpsons     | Elaine Wolff (hangja) | 1 epizód                                                      |
| 2020 | Otthon készült            | Homemade         | narrátor (hangja)     | 1 epizód                                                      |
| 2021 |                           | Staged           | Cate Blanchett        | 1 epizód                                                      |
| 2023 | Fekete tükör              | Cate Blanchett   | Cate Blanchett        | 1 epizód                                                      |
| 2023 | Mi lenne, ha…?            | What If...?      | Hela (hang)           | - 2 epizód - magyar hangja: - Bertalan Ágnes                  |
| 2024 | Cáfolat                   | Disclaimer       | Catherine Ravenscroft | főszereplő és ügyvezető producer                              |
| 2025 | Nyerd meg az életed       | Squid Game       | toborzó               | 1 epizód                                                      |

## Színházi szerepek
- The Present (2017)

## Fontosabb díjak és jelölések

### Díjak
- Oscar-díj
  - 1999 jelölés: legjobb női főszereplő (Elizabeth)
  - 2005 díj: a legjobb női mellékszereplő (Aviátor)
  - 2007 jelölés: legjobb női mellékszereplő (Egy botrány részletei)
  - 2008 jelölés: legjobb női mellékszereplő (I'm Not There – Bob Dylan életei)
  - 2008 jelölés: legjobb női főszereplő (Elizabeth: Az aranykor)
  - 2014 díj: legjobb női főszereplő (Blue Jasmine)
  - 2016 jelölés: legjobb női főszereplő (Carol)
  - 2023 jelölés: legjobb női főszereplő (Tár)
- BAFTA-díj
  - 1999 díj: a legjobb női főszereplő (Elizabeth)
  - 2000 jelölés: legjobb női mellékszereplő (A tehetséges Mr. Ripley)
  - 2005 díj: legjobb női mellékszereplő (Aviátor)
  - 2008 jelölés: legjobb női mellékszereplő (I'm Not There – Bob Dylan életei)
  - 2008 jelölés: legjobb női főszereplő (Elizabeth: Az aranykor)
  - 2014 díj: legjobb női főszereplő (Blue Jasmine)
  - 2016 jelölés: legjobb női főszereplő (Carol)
  - 2023 díj: legjobb női főszereplő (Tár)
- Golden Globe-díj
  - 1999 díj: a legjobb női főszereplő – filmdráma (Elizabeth)
  - 2002 jelölés: legjobb női főszereplő – vígjáték (Banditák)
  - 2004 jelölés: legjobb női főszereplő – filmdráma (Lapzárta – Veronica Guerin története)
  - 2005 jelölés: legjobb női mellékszereplő (Aviátor)
  - 2007 jelölés: legjobb női mellékszereplő (Egy botrány részletei)
  - 2008 jelölés: legjobb női főszereplő – filmdráma (Elizabeth: Az aranykor)
  - 2008 díj: legjobb női mellékszereplő (I'm Not There – Bob Dylan életei)
  - 2014 díj: legjobb női főszereplő – filmdráma (Blue Jasmine)
  - 2016 jelölés: legjobb női főszereplő – filmdráma (Carol)
  - 2020 jelölés: legjobb női főszereplő (Hová tűntél, Bernadette?)
  - 2021 jelölés: legjobb női főszereplő – televíziós minisorozat vagy tévéfilm (Mrs. America)
  - 2023 díj: legjobb női főszereplő – filmdráma (Tár)
  - 2025 jelölés: legjobb női főszereplő – televíziós minisorozat vagy tévéfilm (Cáfolat)